# Tim Williamson
Reginald Garnet “Tim” Williamson (* 6. Juni 1884 in North Ormesby; † 1. August 1943 ebenda) war ein englischer Fußballtorwart, der beim englischen Erstligisten FC Middlesbrough spielte. Bis zur Saison 1956/57 war er mit insgesamt 564 Einsätzen Rekordspieler der Football League First Division.

## Karriere
In seiner Jugend spielte Williamson als Mittelstürmer für die Coatham Grammar School, Redcar Juniors und Redcar Crusaders. Im Alter von 17 Jahren spielte er als Torhüter für den FC Middlesbrough beim Freundschaftsspiel gegen den Cliftonville FC.
Middlesbrough war sehr an einem Profivertrag mit ihm interessiert, doch Williamson unterschrieb nur unter der Bedingung, dass er seinen Beruf als Technischer Zeichner weiter ausüben dürfe. Am 1. Januar 1902 feierte er sein Debüt beim Spiel gegen Crook Town. Sein letztes Spiel absolvierte er am 24. März 1923 gegen Cardiff City, welches mit 1:0 gewonnen wurde. Zu diesem Zeitpunkt war er 38 Jahre und 9 Monate alt und somit ältester Spieler des Vereins, bis Bryan Robson den Rekord 1997 brach. In seinen 21 Jahren beim FC Middlesbrough absolvierte er in allen Wettbewerben insgesamt 603 Pflichtspiele und hält somit bis heute den Vereinsrekord. In seiner Profikarriere erzielte er zwei Tore per Elfmeter.
Im Februar 1905 spielte Williamson erstmals für die englische Fußballnationalmannschaft gegen Irland, wobei ihm beim 1:1-Unentschieden ein Eigentor unterlief. Am 15. Februar 1913 wurde er das letzte Mal ebenfalls gegen Irland eingesetzt. Das Spiel ging diesmal mit 1:2 verloren. Insgesamt absolvierte er in seiner Karriere sieben Länderspiele.